# Liste der Bodendenkmale in Weischlitz
In der Liste der Bodendenkmale in Weischlitz sind die Bodendenkmale der Gemeinde Weischlitz und ihrer Ortsteile nach dem Stand der Auflistung von Volkmar Geupel aus dem Jahr 1983 aufgelistet. Eventuelle Änderungen und Ergänzungen, insbesondere aus der Zeit nach der Wende, sind nicht berücksichtigt, da für Sachsen aktuell keine neueren allgemein zugänglichen Bodendenkmallisten vorliegen. Die Baudenkmale sind in der Liste der Kulturdenkmale in Weischlitz aufgeführt.
| Denkmal-ID | Fundart             | Ortsteil                     | Bezeichnung                                                       | Zeitstellung    | Lage                                                                                                | Bemerkungen | Bild |
| ---------- | ------------------- | ---------------------------- | ----------------------------------------------------------------- | --------------- | --------------------------------------------------------------------------------------------------- | --- | ---- |
| ?          | Befestigung > Burg  | Dröda                        | Wasserburg „Altes Schloss“                                        | Mittelalter     | nördlich im Ort, Feilebachaue                                                                       | ursprünglich runde Niederungsburg, jetzt Halbinsel am Teichrand, Tonnengewölbe und Ummauerung erhalten, Schutz seit 15. Oktober 1959                                                                                 |      |
| ?          | Befestigung > Burg  | Geilsdorf                    | Wasserburg „Altes Schloss“, „Wallgraben“                          | Mittelalter     | Ortsmitte, nördlich des Guts                                                                        | Niederungsburg, durch Schloss überbaut und durch dessen teilweise Abtragung verändert und weitgehend eingeebnet, wasserführender Grabenrest im Nordosten, Schutz seit 15. Oktober 1959                               |      |
| ?          | Grabmal > Grabhügel | Geilsdorf                    | vermutetes Hügelgrab                                              | undatiert       | südlich des Orts am Südosthang des Eichelbergs                                                      | Hügel mit 12 m Durchmesser und 1,5 m Höhe, Schutz seit 15. Oktober 1959 |      |
| ?          | besonderer Stein    | Großzöbern                   | Steinkreuz                                                        | Neuzeit         | nördlich des Orts auf der Brücke über dem Kemnitzbach                                               | Jahreszahlen 1820 und 1826 eingeritzt, Schutz seit 19. November 1963 |      |
| ?          | besonderer Stein    | Gutenfürst                   | Steinkreuz                                                        | Spätmittelalter | ostnordöstlich des Orts an der Ostseite der Straße nach Kemnitz                                     | Schutz seit 19. November 1963 |      |
| ?          | Befestigung > Burg  | Kemnitz                      | Wasserburg                                                        | Mittelalter     | südlicher Ortsausgang, an der Straße nach Gutenfürst                                                | ovale Niederungsburg, im Norden durch spätere Bebauung leicht gestört, (ursprünglich umlaufender?) Graben im Westen, Osten und Süden, Schutz seit 15. Oktober 1959                                                   |      |
| ?          | Befestigung > Burg  | Kemnitz                      | Wasserburg                                                        | Mittelalter     | nordöstlich des Orts am Rand der Kemnitzbachaue                                                     | viereckige Niederungsburg mit abgerundeten Ecken (ursprünglich umlaufender?) Graben im Norden, Westen, Süden und Südosten, Schutz seit 15. Oktober 1959                                                              |      |
| ?          | Befestigung > Burg  | Kemnitz                      | Wasserburg „Altes Schloss“, „Schlosshübel“                        | Mittelalter     | nördlich des Orts in der Kemnitzbachaue                                                             | Niederungsburg, Trümmer und Mauerwerksreste erhalten, ursprünglich umlaufender Graben (im Norden und Osten eingeebnet), Schutz seit 15. Oktober 1959                                                                 |      |
| ?          | Befestigung > Burg  | Kloschwitz                   | Wasserburg „Wohlteich“, „Wol“                                     | Mittelalter     | Ortsmitte, Südostecke des Guts, Luftbachaue                                                         | quadratische Niederungsburg mit Ummauerung und ursprünglich umlaufendem wasserführendem Graben (im Norden und Westen verfüllt), Schutz seit 15. Oktober 1959                                                         |      |
| ?          | besonderer Stein    | Krebes                       | Steinkreuz                                                        | Spätmittelalter | im Ort, an der Gabelung der Straßen nach Gutenfürst und Kemnitz                                     | beschädigt, Schwert(?)-Einzeichnung, Schutz seit 19. November 1963 |      |
| ?          | Befestigung > Burg  | Kürbitz                      | Wasserburg „Teichinsel“, „Walgarten“, „Wahlgarten“, „Inselgarten“ | Mittelalter     | östlich im Ort, an der Straße nach Thiergarten                                                      | runde Niederungsburg mit umlaufendem wasserführendem Graben, Schutz seit 15. Oktober 1959 |      |
| ?          | besonderer Stein    | Kürbitz                      | Steinkreuz                                                        | Spätmittelalter | in die südliche Kirchhofsmauer eingemauert                                                          | beschädigt, zwei parallele Linien eingeritzt, Schutz seit 19. November 1963 |      |
| ?          | Befestigung > Burg  | Mißlareuth                   | Wasserburg „Wal“                                                  | Mittelalter     | nördlich im Ort, vor der Südostecke des Guts                                                        | ursprünglich runde Niederungsburg, Nordteil durch Gutsgebäude überbaut, wasserführender Grabenrest im Südwesten, Süden und Osten, Schutz seit 15. Oktober 1959                                                       |      |
| ?          | Befestigung > Burg  | Reuth                        | Wasserburg „Wal“                                                  | Mittelalter     | südöstlich im Ort an der Westseite der Guts                                                         | runde Niederungsburg mit ursprünglich umlaufendem Graben (im Süden und Osten verfüllt, im Norden und Westen als Senke erhalten), Schutz seit 15. Oktober 1959                                                        |      |
| ?          | Befestigung > Burg  | Rodersdorf                   | Wasserburg „Waal“, „Wal“, „Wartturm“                              | Mittelalter     | östlicher Ortsausgang, südöstlich des Guts                                                          | rechteckige Niederungsburg mit ursprünglich umlaufendem wasserführendem Graben, eingeebnet und verändert, Schutz seit 15. Oktober 1959                                                                               |      |
| ?          | Befestigung > Burg  | Ruderitz                     | Wehranlage „Burgstein-Kirchen“                                    | Mittelalter     | westlich des Orts auf einem Felsstock                                                               | Höhenburg(?) in Gipfellage, Ruinen von zwei gotischen Sakralbauten erhalten, Schutz seit 26. April 1973 |      |
| ?          | Grabmal > Grabhügel | Ruderitz                     | vermutetes Hügelgrab                                              | undatiert       | südsüdöstlich des Orts auf dem Ruderitzberg                                                         | Hügel mit 10 m Durchmesser und 1,5 m Höhe, Schutz seit 15. Oktober 1959 |      |
| ?          | besonderer Stein    | Schwand                      | Steinkreuz                                                        | Spätmittelalter | nordnordöstlich des Orts an der Gabelung der Straßen nach Steins und Weischlitz                     | Reste von Wegweiseraufschriften, Schutz seit 19. November 1963 |      |
| ?          | Befestigung > Burg  | Weischlitz (Oberweischlitz)  | Wasserburg „Froschteich“                                          | Mittelalter     | nördlich im Ort in der Elsteraue                                                                    | runde Niederungsburg mit umlaufendem Graben und Außenwall, verschliffen und oberflächlich nicht mehr erkennbar, Schutz seit 15. Oktober 1959                                                                         |      |
| ?          | Befestigung > Burg  | Weischlitz (Oberweischlitz)  | Wehranlage „Laneckhaus“                                           | Mittelalter     | nordöstlich von Geilsdorf auf einem Bergsporn zwischen Weißer Elster und Hainbach                   | Höhenburg in Spornlage, Abschnittsgraben im Nordwesten, Süden und Südosten, südlich Einzelgehöft mit alter Bausubstanz vorgelagert, Schutz seit 15. Oktober 1959                                                     |      |
| ?          | Befestigung > Burg  | Weischlitz (Unterweischlitz) | Wehranlage „Schwedenschanze“                                      | Mittelalter     | westnordwestlich des Orts, 250 m ostsüdöstlich der Grabelung der Straßen nach Geilsdorf und Schwand | Höhenburg in Gipfellage, umlaufender Graben und Außenwall, Schutz seit 15. Oktober 1959 |      |
| ?          | Befestigung > Burg  | Weischlitz (Unterweischlitz) | Wasserburg „Zwiezaun“, „Rundele“, „Wiesenburg“                    | Mittelalter     | südlich im Ort in der Elsteraue, heute Sportplatz                                                   | runde Niederungsburg mit umlaufendem Graben und Außenwall, vollständig eingeebnet, Schutz seit 15. Oktober 1959 |      |
| ?          | Befestigung > Burg  | Türbel                       | Wehranlage „Schäferei“, „Altes Schloss“, „Vorwerk Türbel“         | Mittelalter     | nördlich im Ort, Bergsporn zwischen Triebelbach und Weißer Elster                                   | Höhenburg in Spornlage, Fundamentreste eines Gebäudes, Rest einer Umfassungsmauer, Abschnittsgraben nur noch im Nordwesten erhalten, südlich vorgelagert Ruine eines weiteren Gebäudes, Schutz seit 15. Oktober 1959 |      |